# Cao Ly Nhân Tông
Cao Ly Nhân Tông (Hangul: 고려 인종, chữ Hán: 高麗 睿宗; 29 tháng 10 năm 1109 – 10 tháng 4 năm 1146, trị vì 1122 – 1146) là quốc vương thứ 17 của Cao Ly. Ông là con trai của Cao Ly Duệ Tông và Thuận Đức Vương hậu. Ông có tên húy là Vương Khải (王楷, 왕해, Wang Hae), tên chữ là Nhân Biểu (仁表, 인표, Inpyo).
Trong phần lớn thời gian trị vì của ông, triều đình do Lý Tư Khiêm thống trị, tức nhạc phụ của ông, cũng đồng thời là ngoại tổ phụ, và các thành viên khác của gia tộc Lý tại Gyeongwon. Sau khi Nhân Tông cố gắng đoạt lại quyền lực, Lý Tư Khiêm đã tiến hành chính biến năm 1126. Với sự giúp đỡ của các lãnh đạo các châu, Nhân Tông đã chiến thắng vào năm 1127. Năm 1135, Nhân Tông đối mặt với một cuộc nổi dậy khác của nhà sư Diệu Thanh (Myo Cheong).
Năm 1145, Nhân Tông ra lệnh biên soạn Tam quốc sử ký, một bộ sử về thời kỳ Tam Quốc Triều Tiên và Tân La Thống nhất.
Ông hưởng dương 37 tuổi, truy thụy là Khắc An Cung Hiếu Đại vương (克安恭孝大王), táng tại Trường lăng (長陵). Con trưởng của ông kế vị, tức Cao Ly Nghị Tông.

## Gia đình
- Cha: Cao Ly Duệ Tông Vương Vũ.
- Mẹ: Thuận Đức Vương hậu Lý thị (순덕왕후 이씨; ? – 1118), là con gái của Lý Tư Khiêm, chị của Nhân Tông Phế phi, họ hàng xa với Nhân Duệ Vương hậu. Sơ phong Diên Đức Cung chủ (延德宮主), thăng Vương phi (1114). Khi mất được truy thụy Thuần Đức, Nhân Tông tôn thụy Văn Kính Vương thái hậu (文敬王太后).

### Hậu phi
- Lý Phế phi (이폐비; ? – 1139), con gái thứ ba của Lý Tư Khiêm, cũng là dì ruột của Nhân Tông. Nguyên phong Vương phi. Sau sự biến của Lý Tư Khiêm thì bị phế truất.
- Lý Phế phi (이폐비; ? – 1195), con gái thứ tư của Lý Tư Khiêm. Bị phế cùng người chị.
- Cung Duệ Vương hậu (공예태후; 1109 – 1183), là con gái của Trung thư lệnh Nhâm Nguyên Hậu và Thần Hàn Quốc đại phu nhân Lý thị.
- Tuyên Bình Vương hậu (선평왕후; ? – 1178), con gái của Bộ binh thượng thư Kim Tuyền. Nghị Tông tấn tôn Vương thái hậu (1148), khi mất truy thụy Tuyên Bình.

### Hậu duệ
Tất cả đều là con của Cung Duệ Vương hậu.
1. Cao Ly Nghị Tông Vương Hiện (고려 의종 왕현; 1127 – 1173).
2. Đại Ninh hầu Vương Cảnh (대령후 왕경; 1130 – ?), bị sát hại.
3. Cao Ly Minh Tông Vương Hạo (고려 명종 왕호; 1131 – 1202).
4. Nguyên Kính quốc sư Vương Huyền Hy (원경국사; ? – 1183), xuất gia. Tên khác là Trùng Hy.
5. Cao Ly Thần Tông Vương Trác (고려 신종 왕탁; 1144 – 1204).
6. Thừa Khánh Công chúa (승경궁주; ? – 1158), lấy Cung Hóa hầu Vương Anh, chắt nội Văn Tông
7. Đức Ninh Công chúa (덕녕궁주; ? – 1192), lấy Giang Mục công Vương Giam, cháu nội Túc Tông
8. Xương Lạc Công chúa (창락궁주; ? – 1216), lấy em họ Tín An hầu Vương Thành (cháu nội Duệ Tông), sinh Nguyên Đức Vương hậu, vương hậu của Cao Ly Khang Tông.
9. Vĩnh Hòa Công chúa (영화궁주; 1141 – 1208), lấy Thiệu Thành hầu Vương Củng.